# 박세학
박세학(1936년 1월 1일~2021년 12월 21일)은 대한민국의 전 축구 선수 및 전 지도자로 FC 서울의 초대 사령탑이었다.

## 선수 경력
대한중석 축구단에서 활약하였다.

## 지도자 경력
1968년 대한중석 축구단에서 은퇴한 후 8년 동안 축구계를 떠났다가 1976년 해군 해룡 축구단의 코치로 컴백하여 1978년 봄 가을철 실업리그, 1979년 대통령배와 전국체전에서 우승하는 등 모두 4차례의 우승과 6차례의 준우승을 차지하였다.

1983년 8월 럭키금성 황소의 초대 감독으로 선임되었고, 1985년 수퍼리그 축구대제전에서 우승을 차지하여 다시 한 번 지도력을 인정받았다.

## 수상 내역

### 감독
럭키금성 황소
- K리그 우승 1회: 1985
- K리그 준우승 1회: 1986

 럭키금성 황소
- K리그 감독상: 1985